# Spymate
Pour plus de détails, voir Fiche technique et Distribution.
Minkey, le roi des espions ou Mon Ami l'Espion au Québec (titre original : Spymate) est un film canadien réalisé par Robert Vince, sorti en 2006.

## Synopsis
Après avoir été séparé de ses maîtres pendant une dizaine d'années, Minkey, un singe, ancien espion, devenu vedette de cirque, retrouve son partenaire Mike pour sauver la fille de ce dernier, une fille de 13 ans prénommée Amélia, et également sauver le monde des griffes du diabolique Dr Farley.

## Fiche technique
- Titre français : Minkey, le roi des espions
- Titre original : Spymate
- Titre québécois : Mon Ami l'Espion
- Réalisateur : Robert Vince
- Scénario : Anna McRoberts, Anne Vince et Robert Vince.
- Direction artistique : Gary Pembroke Allen
- Décors : Ian Nothnagel et Heidi Strykiewicz
- Costumes : Allisa Swanson
- Photographie : Mike Southon
- Montage : Kelly Herron
- Musique : Brahm Wenger
- Sociétés de production : Keystone Family Pictures, Air Bud Entertainment
- Sociétés de distribution : Les Films Séville et ThinkFilm
- Pays de production :  Canada
- Langue originale : anglais
- Genre : Comédie
- Durée : 84 minutes
- Date de sortie : 
  - Québec : 24 février 2006

## Distribution
- Chris Potter (VQ : François Trudel)  : Mike Muggins
- Emma Roberts (VQ : Sarah-Jeanne Labrosse) : Amélia
- Richard Kind (VQ : Guy Nadon) : Dr Farley
- Musetta Vander (VQ : Pascale Montreuil) : Dre Claudette Amour
- Pat Morita (VQ : Hubert Fielden) : Kiro
- Michael Bailey Smith (VQ : Stéphane Rivard) : Hugo
- Debra Jo Rupp
- Barry Bostwick

Source et légende : Version québécoise (VQ) sur Doublage Québec